# Most v Hořepníku
Most v Hořepníku byl postaven v roce 1912 podle projektu Stanislava Bechyně. Překlenuje říčku Trnavu, spojuje Hořepník s částí Vítovice. Patří k nejstarším železobetonovým mostům v českých zemích. Objekt je kulturní památkou.